# Giorgio Tadeo
Giorgio Tadeo (Verona (Vèneto), 2 d'octubre, 1929 – Milà (Llombardia), 31 de gener, 2008) va ser un cantant d'òpera (baix) italià.
Alumne d'Ettore Campogalliani al Conservatori de Parma l'octubre de 1952, va debutar el 16 de setembre de 1953 a la RAI com Mefistofele al Faust de Gounod, i al teatre el desembre següent al Politeama de Palerm. Va cantar al "Teatro alla Scala" del 1955 al 1982, a la "Piccola Scala" del 1958 al 1969 i en altres teatres d'òpera italians fins al 1996.
Va treballar amb els directors Vittorio Gui, Carlo Maria Giulini, Tullio Serafin, Sergiu Celibidache, Antal Doráti, Oliviero De Fabritiis, Gianandrea Gavazzeni, Nino Sanzogno, Peter Maag, Herbert Von Karajan, Claudio i Roberto Abbado, Pierre Boulez, Tsuneo Osawa, i amb els directors Sandro Bolchi, Giorgio Strehler, Franco Zeffirelli.
Ha interpretat obres del segle XX de Nino Rota, Goffredo Petrassi, Luciano Chailly, Ildebrando Pizzetti i Virgilio Mortari, però sobretot s'ha distingit. al repertori Mozartià, Rossinià i Donizettià, a més d'haver demostrat el seu talent com a autèntic basso profondo, interpretant, per exemple, Sèneca a L'incoronazione di Poppea de Monteverdi, del qual hi ha un document filmat, gravat en directe.
A l'estranger va cantar a la Staatsoper de Viena, a Hamburg, Múnic, a l'Òpera de París, al Covent Garden i a l'Albert Hall de Londres, al Carnegie Hall de Nova York, a la Lyric Opera de Chicago, al Festival d'Ais de Provença (durant deu anys), a Edimburg, Dallas, Tel Aviv, Atenes i Baalbek.
Es va casar amb la soprano Mariella Adani amb qui va tenir dos fills.